# デヴシルメ
デヴシルメ（トルコ語: devşirme）は、14世紀ごろのオスマン帝国にて成立した徴兵制度。デヴシルメは「強制徴用」を意味し、イスラーム国家体制と共に同国の中央集権体制を支えた。
アナトリア地方やバルカン地方に住むキリスト教徒の少年を定期的に強制徴用（デヴシルメ）し、イスラム教に改宗させて教育・訓練した。この制度は奴隷（マムルーク）を商人から買い、軍人化するイスラムの伝統の発展形で、デヴシルメ制によって徴用された者はスルタン個人の奴隷でもあった。
コンスタンティノープルの征服後は、軍人にとどまらずデヴシルメ出身者は宮廷侍従や官僚、地方官として登用された。